# 木下敏
木下 敏（きのした はやし、1886年（明治19年）11月5日 - 1969年（昭和44年）10月26日）は、日本陸軍の軍人。陸士20期、陸大29期（優等）。栄典は従三位勲一等。最終階級は陸軍中将。

## 経歴
旧和歌山藩士・木下文次郎の長男として生まれる。和歌山中学、大阪陸軍地方幼年学校、中央幼年学校を経て、1908年（明治41年）5月、陸軍士官学校（20期）を卒業。同年12月、歩兵少尉に任官し歩兵第8連隊附となる。1917年（大正6年）11月、陸軍大学校（29期）を優等で卒業した。
1918年（大正7年）7月、陸士附となり、陸士教官、フランス駐在、陸軍歩兵学校教官を歴任。1923年（大正12年）8月、歩兵少佐に昇進。教育総監部課員を経て、1925年（大正14年）5月、兵科を航空兵科に転じ航空兵少佐となり、下志津陸軍飛行学校教官に就任。1927年（昭和2年）10月、航空兵中佐に進級。陸軍航空本部員を経て、1931年（昭和6年）8月、航空兵大佐に昇進し航空本部附となる。1932年（昭和7年）1月、ジュネーヴ軍縮会議随員に就任し、飛行第5連隊長、飛行第7連隊長、航空本部第2課長、同本部第1部長を歴任。1936年（昭和11年）3月、陸軍少将に進級した。
1936年8月、第2飛行団長となり、所沢陸軍飛行学校長、陸士分校長、陸軍航空士官学校長を務め、1939年（昭和14年）3月、陸軍中将に進んだ。同年7月、航空兵団司令部付となり、第3飛行集団長を経て、1941年（昭和16年）9月、二度目の航空士官学校長に就任し太平洋戦争を迎えた。
1942年（昭和17年）12月、関東防衛軍司令官に発令され満州に赴任。1943年（昭和18年）12月、第3航空軍司令官に転じ、南馬来軍司令官としてシンガポールで終戦を迎えた。戦後、1946年（昭和21年）4月、第7方面軍司令官代理、同年6月、南方軍総司令官代理に就任。1947年（昭和22年）12月に復員。
1948年（昭和23年）1月31日、公職追放仮指定を受けた。

## 栄典
位階
- 1909年（明治42年）3月1日 - 正八位[2]
- 1912年（明治45年）3月1日 - 従七位[3]
- 1917年（大正6年）3月20日 - 正七位[4]
- 1922年（大正11年）4月20日 - 従六位[5]
- 1927年（昭和2年）5月16日 - 正六位[6]
- 1931年（昭和6年）9月15日 - 従五位[7]

勲章
- 1942年（昭和17年）3月9日 - 勲一等旭日大綬章[8]

## 親族
- 娘婿 石川泰知（陸軍大佐）・佐伯明人（陸軍中佐）